# 謝爾加齊汗
謝爾加齊汗（1767年—1845年8月29日）是俄羅斯正式承認的的最後一位小玉茲可汗，是阿布勒海爾汗曾孫。
從1809年到1812年，小玉茲由可汗委員會統治，該委員會只有名義上的權力。在1810年4月25日他被選舉為可汗，他於1812年8月22日在奧倫堡附近被正式承認為可汗。
1812年，在謝爾加齊被任命為可汗後，另一位可汗卡拉泰汗與俄羅斯人進行武裝鬥爭。作為回應，1812年和1814年，懲罰性的哥薩克探險隊被派往草原。哥薩克人兩次蹂躪支援卡拉泰汗的哈薩克人，但他們無法俘虜他。
1814年，卡拉泰汗會見了奧倫堡總督，並書面承諾不再與俄羅斯作戰。1816年，謝爾加齊在俄羅斯軍隊的支援下襲擊了卡拉泰汗和阿林加齊速檀的支隊。作為回應，卡拉泰汗呼籲所有成年男性人口在反對謝爾加齊汗和俄羅斯統治的戰爭中奮起反抗。但奧倫堡州長P.埃森的干預阻止了鬥爭的進一步發展。卡拉泰汗與俄羅斯政府和解，最終失去了在草原上的權力。
1824年，沙皇政府批准了由奧倫堡總督P.埃森制定的“奧倫堡吉爾吉斯斯憲章”。決定清算可汗在小玉茲的權力。小玉茲的最後一位可汗謝爾加齊汗被召喚到奧倫堡，並以每月150銀盧布的津貼永久居住在那裡。他被授予「奧倫堡邊境委員會第一人」的稱號。
1845年8月29日，他在奧倫堡市附近去世。